# IC 2614
IC 2614 је елиптична галаксија у сазвјежђу Велики медвјед која се налази на листи објеката дубоког неба у Индекс каталогу.
Деклинација објекта је + 38° 48' 14" а ректасцензија 11h 1m 33,9s. Привидна величина (магнитуда) објекта IC 2614 износи 15,5 а фотографска магнитуда 16,5.